# 梅魯郡

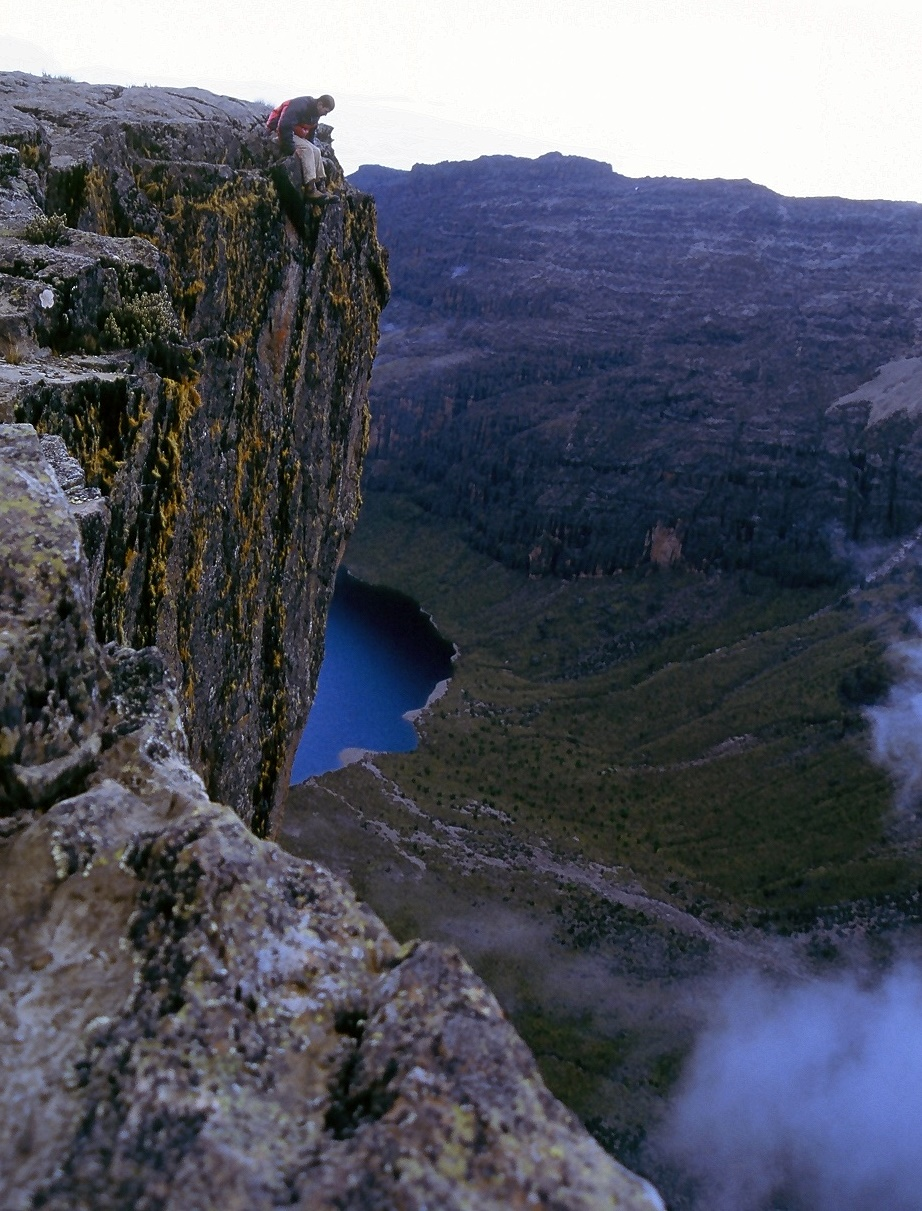

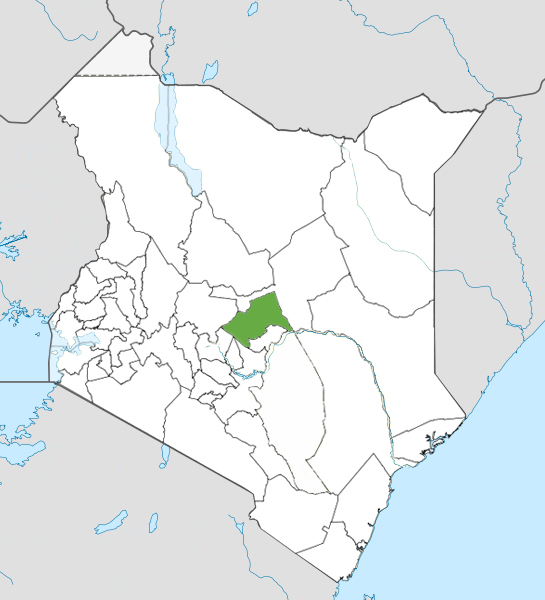

梅魯郡，是肯尼亞的一個郡，位於該國東部，由東部省負責管轄，首府設於梅魯，始建於2013年3月4日，面積6,936平方公里，2009年人口1,356,301，人口密度每平方公里195.55人。